# Kazimierz Świtalski
Kazimierz Stanislaw Świtalski  né le 4 mars 1886 à Sanok (Galicie autrichienne, Autriche-Hongrie), mort le 28 décembre 1962 à Varsovie (Pologne) dans un accident de tramway, est un homme d'État polonais. Il est Premier ministre de Pologne d'avril 1929 à décembre 1929.